# Konnersreuth

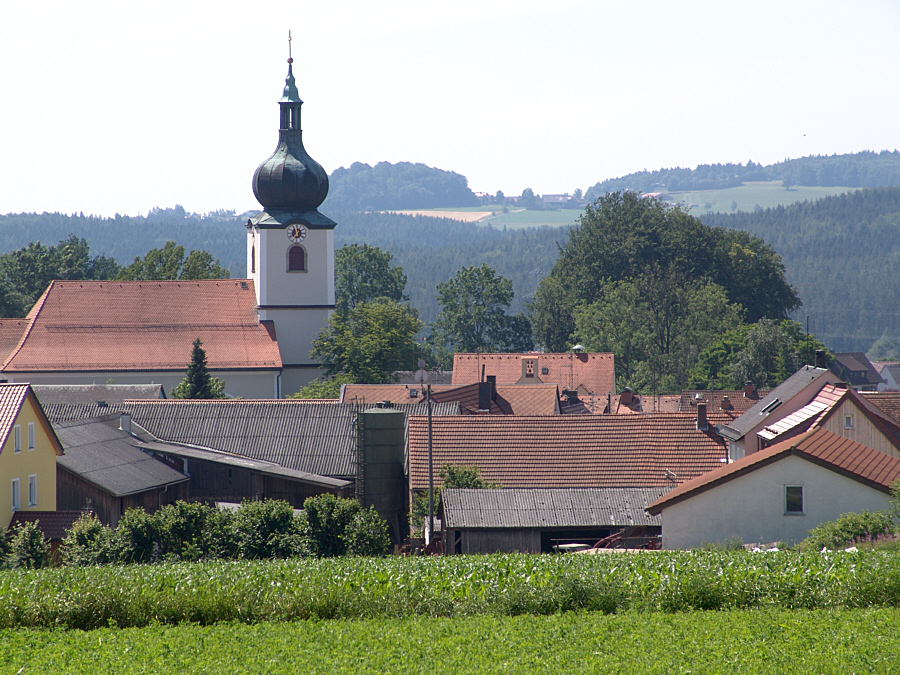
Konnersreuth

Konnersreuth é uma municipalidade no distrito de Tirschenreuth em Baviera, Alemanha. Ele está situado no sopé nordeste das montanhas Steinwald entre as montanhas Fichtelgebirge e da Floresta do Alto Palatinado, perto da fronteira checa. A aldeia é mais conhecida como a casa da mística católica Teresa Neumann.